# Grand Prix Hassan II 2016
Grand Prix Hassan II 2016 byl tenisový turnaj pořádaný jako součást mužského okruhu ATP World Tour, který se hrál v areálu Royal Tennis Club de Marrakech na otevřených antukových dvorcích. Probíhal mezi 4. až 10. dubnem 2016 v marocké Marrákéši jako třicátý druhý ročník turnaje. Představoval jedinou událost ATP Tour pořádanou na africkém kontinentu.
Turnaj s rozpočtem 520 070 eur patřil do kategorie ATP World Tour 250. Nejvýše nasazeným hráčem ve dvouhře se opět stal třicátý sedmý tenista světa Guillermo García-López ze Španělska, kterého ve čtvrtfinále vyřadil Jiří Veselý. Jako poslední přímý účastník do hlavní singlové soutěže nastoupil 135. španělský hráč žebříčku Albert Montañés.
Druhý kariérní titul ve dvouhře vyhrál Argentinec Federico Delbonis. Deblovou část turnaje ovládla dvojice Guillermo Durán a Máximo González, jakožto první vítězný argentinský pár okruhu ATP Tour od červencového MercedesCupu 2010.
.

## Rozdělení bodů
| Soutěž  | vítězové | finalisté | semifinalisté | čtvrtfinalisté | 16 v kole | 32 v kole | Q  | Q3 | Q2 | Q1 |
| ------- | -------- | --------- | ------------- | -------------- | --------- | --------- | -- | -- | -- | -- |
| dvouhra | 250      | 150       | 90            | 45             | 20        | 0         | 12 | 6  | 0  | 0  |
| čtyřhra | 250      | 150       | 90            | 45             | 0         | —         | —  | —  | —  | —  |

### Finanční odměny
| Soutěž                              | vítězové | finalisté | semifinalisté | čtvrtfinalisté | 16 v kole | 32 v kole | Q3     | Q2     | Q1 |
| ----------------------------------- | -------- | --------- | ------------- | -------------- | --------- | --------- | ------ | ------ | -- |
| dvouhra                             | €82 450  | €43 430   | €23 525       | €13 400        | €7 900    | €4 680    | €2 105 | €1 055 | —  |
| čtyřhra                             | €26 070  | €13 170   | €7 140        | €4 080         | €2 390    | —         | —      | —      | —  |
| částka ve čtyřhře je uvedena na pár |          |           |               |                |           |           |        |        |    |

## Mužská dvouhra

### Nasazení
| Stát                           | Hráč                   | ATP | Nasazení |
| ------------------------------ | ---------------------- | --- | -------- |
| Španělsko                      | Guillermo García-López | 37. | 1.       |
| Portugalsko                    | João Sousa             | 38. | 2.       |
| Chorvatsko                     | Borna Ćorić            | 46. | 3.       |
| Argentina                      | Federico Delbonis      | 48. | 4.       |
| Rusko                          | Teimuraz Gabašvili     | 49. | 5.       |
| Španělsko                      | Albert Ramos           | 50. | 6.       |
| Španělsko                      | Pablo Carreño          | 53. | 7.       |
| Česko                          | Jiří Veselý            | 55. | 8.       |
| Žebříček ATP k 21. březnu 2016 |                        |     |          |

### Jiné formy účasti
Následující hráči obdrželi divokou kartu do hlavní soutěže:
- Amine Ahouda
- Reda El Amrani
- Lamine Ouahab

Následující hráči postoupili z kvalifikace:
- Lorenzo Giustino
- Máximo González
- Nikola Mektić
- Franko Škugor

### Odhlášení
před zahájením turnaje
- Pablo Andújar → nahradil jej Albert Montañés
- Aljaž Bedene → nahradil jej Thiemo de Bakker
- Ernests Gulbis → nahradil jej Radu Albot
- Martin Kližan → nahradil jej Facundo Bagnis
- Tommy Robredo → nahradil jej Daniel Gimeno Traver

v průběhu turnaje
- Simone Bolelli[1]

## Mužská čtyřhra

### Nasazení
| Stát                                                                      | Hráč           | Stát        | Hráč             | ATP | Nasazení |
| ------------------------------------------------------------------------- | -------------- | ----------- | ---------------- | --- | -------- |
| Spojené království                                                        | Dominic Inglot | Švédsko     | Robert Lindstedt | 62. | 1.       |
| Španělsko                                                                 | Marc López     | Španělsko   | David Marrero    | 62. | 2.       |
| Chorvatsko                                                                | Mate Pavić     | Nový Zéland | Michael Venus    | 79. | 3.       |
| Rakousko                                                                  | Oliver Marach  | Francie     | Fabrice Martin   | 91. | 4.       |
| Žebříček ATP k 21. březnu 2016; číslo je součtem umístění obou členů páru |                |             |                  |     |          |

### Jiné formy účasti
Následující páry obdržely divokou kartu do hlavní soutěže:
- Amine Ahouda /  Yassine Idmbarek
- Reda El Amrani /  Lamine Ouahab

### Skrečování
- Amine Ahouda

## Přehled finále

### Mužská dvouhra
- Federico Delbonis vs,  Borna Ćorić, 6–2, 6–4

### Mužská čtyřhra
- Guillermo Durán /  Máximo González vs.  Marin Draganja /  Ajsám Kúreší, 6–2, 3–6, [10–6]